# Тяжинський округ
Тяжи́нський округ (рос. Тяжинский округ) — адміністративна одиниця, муніципальний округ Кемеровської області Російської Федерації.
Адміністративний центр — селище міського типу Тяжинський.

## Географія
Розташований на північному сході Кемеровської області. Межує на сході з Красноярським краєм.

## Історія
На початку 20 століття існувала Тяжено-Вершининська волость з центром у селі Орішково. Волость входила до складу Маріїнського повіту Томської губернії. 1923 року формується Тяженський райком РКП(б), який очолював укрупнену Тяженську волость, до складу якої увійшла також Ітатська волость. 1924 року волость перетворена в Тяженський район. З 1925 року вже використовується назва Тяжинський район. Спочатку він перебував у складі Сибірського краю, 1930 року перейшов до складу Томського округу Західносибірського краю. 10 грудня 1932 року ліквідовано Тісульський та Ітатський райони, території яких увійшли до складу Тяжинського району. 2 лютого 1935 року Тамбарська та Тісульська сільради передані до складу Маріїнсько-Тайгинського району. 1937 року район у складі Томського округу перейшов до складу Новосибірської області, з 26 січня 1943 року перебуває у складі новоствореної Кемеровської області.
22 лютого 1946 року з частини району виділено Ітатський район, однак 19 травня 1960 року він був знову ліквідований, територія пвернулась до Тяжинського району. 1 лютого 1963 року район був укрупнений за рахунок частини Тісульського району, при цьому Пантелеймоновська сільрада передана до складу Маріїнської міськради. 11 січня 1965 року всі ці зміни були скасовані.
Станом на 2002 рік район поділявся на 2 селищні та 13 сільських рад:
| Поселення                       | Площа, км² | Населення, осіб (2002) | К-ть НП | Населені пункти |
| ------------------------------- | ---------- | ---------------------- | ------- | --- |
| Ітатська селищна рада           | -          | 4343                   | 1       | смт Ітатський |
| Тяжинська селищна рада          | -          | 14065                  | 1       | смт Тяжинський |
| Кубітетська сільська рада       | -          | 2001                   | 5       | село Кубітет, присілки Макарово, Новопреображенка, Старий Урюп, Чернишово                                              |
| Листвянська сільська рада       | -          | 1537                   | 4       | селища Валер'яновка, Зоря, Листвянка, Путятінський                                                                     |
| Новомар'їнська сільська рада    | -          | 1381                   | 5       | село Бороковка, присілки Акимо-Анненка, Новомар'їнка, Новотроїцьк, Самсоновка                                          |
| Новопідзорновська сільська рада | -          | 1046                   | 2       | село Новопідзорново, присілок Ізиндаєво                                                                                |
| Новопокровська сільська рада    | -          | 1058                   | 5       | села Велика Покровка, Малопичугино, Новопокровка, присілки Алексеєвка, Сертінка                                        |
| Преображенська сільська рада    | -          | 1687                   | 3       | село Преображенка, присілок Комишловка, Тяжино-Вершинка                                                                |
| Старотяжинська сільська рада    | -          | 1896                   | 8       | села Борисоглібське, Старий Тяжин, присілки Ключева, Почаєвка, селища 3755 км, Авер'яновка, Нововосточний, Октябрський |
| Ступішинська сільська рада      | -          | 2263                   | 6       | села Даниловка, Прокоп'єво, Сандайка, Ступішино, присілки Георгієвка, Тепла Річка                                      |
| Тісульська сільська рада        | -          | 1107                   | 4       | село Тісуль, присілок Біляковка, селища 3778 км, Красинський                                                           |
| Чулимська сільська рада         | -          | 398                    | 1       | село Чулим |

17 грудня 2004 року район перетворено в Тяжинський муніципальний район, селищні та сільські ради перетворено в міські та сільські поселення відповідно. 2019 року район був перетворений у Тяжинський муніципальний округ, при цьому усі поселення були ліквідовані:
| Поселення                            | Площа, км² | Населення, осіб (2010) | Населення, осіб (2019) | К-ть НП | Населені пункти |
| ------------------------------------ | ---------- | ---------------------- | ---------------------- | ------- | --- |
| Ітатське міське поселення            | 31,67      | 3979                   | 3311                   | 2       | смт Ітатський, присілок Новомар'їнка                                                                                   |
| Тяжинське міське поселення           | 93,51      | 11120                  | 9812                   | 1       | смт Тяжинський |
| Акимо-Анненське сільське поселення   | 701,55     | 669                    | 537                    | 4       | село Бороковка, присілки Акимо-Анненка, Біляковка, Новотроїцьк                                                         |
| Кубітетське сільське поселення       | 405,00     | 1528                   | 1241                   | 4       | село Кубітет, присілки Новопреображенка, Старий Урюп, Чернишово                                                        |
| Листвянське сільське поселення       | 299,46     | 1250                   | 1121                   | 4       | селища Валер'яновка, Зоря, Листвянка, Путятінський                                                                     |
| Нововосточне сільське поселення      | 301,28     | 1440                   | 1190                   | 8       | села Борисоглібське, Старий Тяжин, присілки Ключева, Почаєвка, селища 3755 км, Авер'яновка, Нововосточний, Октябрський |
| Новопідзорновське сільське поселення | 221,68     | 774                    | 592                    | 2       | село Новопідзорново, присілок Ізиндаєво                                                                                |
| Новопокровське сільське поселення    | 373,12     | 804                    | 698                    | 5       | села Велика Покровка, Малопичугино, Новопокровка, присілки Алексеєвка, Сертінка                                        |
| Преображенське сільське поселення    | 337,68     | 1308                   | 1163                   | 3       | село Преображенка, присілок Комишловка, Тяжино-Вершинка                                                                |
| Ступішинське сільське поселення      | 759,34     | 1658                   | 1300                   | 6       | села Даниловка, Прокоп'єво, Сандайка, Ступішино, присілки Георгієвка, Тепла Річка                                      |
| Тісульське сільське поселення        | 0,64       | 770                    | 698                    | 1       | село Тісуль |
| Чулимське сільське поселення         | 6,08       | 297                    | 237                    | 2       | село Чулим, присілок Макарово                                                                                          |

## Населення
Населення — 21900 осіб (2019; 25597 в 2010, 32782 у 2002).

## Населені пункти
| №  | Населений пункт                  | Населення, осіб (2002) | Населення, осіб (2010) |
| -- | -------------------------------- | ---------------------- | ---------------------- |
| 1  | 3755 км, селище                  | 12                     | 3                      |
| -  | 3778 км, селище                  | 0                      | -                      |
| 2  | Авер'яновка, селище              | 39                     | 7                      |
| 3  | Акимо-Анненка, присілок          | 599                    | 439                    |
| 4  | Алексієвка, присілок             | 75                     | 42                     |
| 5  | Біляковка, присілок              | 78                     | 0                      |
| 6  | Борисоглібське, село             | 321                    | 265                    |
| 7  | Бороковка, село                  | 306                    | 206                    |
| 8  | Валер'яновка, селище             | 488                    | 418                    |
| 9  | Велика Покровка, село            | 112                    | 54                     |
| 10 | Георгієвка, присілок             | 355                    | 280                    |
| 11 | Даниловка, село                  | 712                    | 460                    |
| 12 | Зоря, селище                     | 126                    | 93                     |
| 13 | Ізиндаєво, присілок              | 258                    | 170                    |
| 14 | Ітатський, селище міського типу  | 4343                   | 3726                   |
| 15 | Ключева, присілок                | 123                    | 89                     |
| 16 | Комишловка, присілок             | 84                     | 49                     |
| -  | Красинський, селище              | 8                      | 0                      |
| 17 | Кубітет, село                    | 879                    | 757                    |
| 18 | Листвянка, селище                | 788                    | 644                    |
| 19 | Макарово, присілок               | 129                    | 63                     |
| 20 | Малопичугино, село               | 371                    | 292                    |
| 21 | Нововосточний, селище            | 527                    | 455                    |
| 22 | Новомар'їнка, присілок           | 367                    | 253                    |
| 23 | Новопідзорново, село             | 788                    | 604                    |
| 24 | Новопокровка, село               | 492                    | 416                    |
| 25 | Новопреображенка, присілок       | 242                    | 181                    |
| 26 | Новотроїцьк, присілок            | 97                     | 24                     |
| 27 | Октябрський, селище              | 354                    | 255                    |
| 28 | Почаєвка, присілок               | 153                    | 104                    |
| 29 | Преображенка, село               | 1059                   | 885                    |
| 30 | Прокоп'єво, село                 | 142                    | 74                     |
| 31 | Путятінський, селище             | 135                    | 95                     |
| -  | Самсоновка, присілок             | 12                     | 0                      |
| 32 | Сандайка, село                   | 311                    | 244                    |
| 33 | Сертінка, присілок               | 8                      | 0                      |
| 34 | Старий Тяжин, село               | 367                    | 262                    |
| 35 | Старий Урюп, присілок            | 563                    | 488                    |
| 36 | Ступішино, село                  | 629                    | 541                    |
| 37 | Тепла Річка, присілок            | 114                    | 59                     |
| 38 | Тісуль, село                     | 1021                   | 770                    |
| 39 | Тяжино-Вершинка, присілок        | 544                    | 374                    |
| 40 | Тяжинський, селище міського типу | 14065                  | 11120                  |
| 41 | Чернишово, присілок              | 188                    | 102                    |
| 42 | Чулим, село                      | 398                    | 234                    |

## Господарство
Основною галуззю економіки округу є сільське господарство.